# 19410 Guisard
19410 Guisard este un asteroid din centura principală de asteroizi.

## Descriere
19410 Guisard este un asteroid din centura principală de asteroizi. A fost descoperit pe 26 martie 1998 la Caussols, în cadrul proiectului ODAS. Asteroidul prezintă o orbită caracterizată de o semiaxă mare de 2,36 ua, o excentricitate de 0,11 și o înclinație de 6,3° în raport cu ecliptica.